# Шато-Виль-Вьей
Шато́-Виль-Вьей (фр. Château-Ville-Vieille, окс. Chastèu Vila Vielha) — коммуна во Франции, находится в регионе Прованс — Альпы — Лазурный Берег. Департамент коммуны — Верхние Альпы. Входит в состав кантона Эгюий. Округ коммуны — Бриансон.
Код INSEE коммуны — 05038.

## Население
Население коммуны на 2008 год составляло 328 человек.
| 1962 | 1968 | 1975 | 1982 | 1990 | 1999 | 2008 |
| ---- | ---- | ---- | ---- | ---- | ---- | ---- |
| 295  | 304  | 283  | 268  | 271  | 321  | 328  |

## Экономика
В 2007 году среди 212 человек в трудоспособном возрасте (15—64 лет) 165 были экономически активными, 47 — неактивными (показатель активности — 77,8 %, в 1999 году было 83,3 %). Из 165 активных работали 160 человек (88 мужчин и 72 женщины), безработных было 5 (3 мужчин и 2 женщины). Среди 47 неактивных 21 человек были учениками или студентами, 17 — пенсионерами, 9 были неактивными по другим причинам.

## Достопримечательности
- Замок Кейра[фр.]
- Приходская церковь Сент-Андре
- Приходская церковь Сен-Шафре
- Приходская церковь Сент-Мари-Саломе
- Ремесленный дом
- Солнечные часы

## Фотогалерея

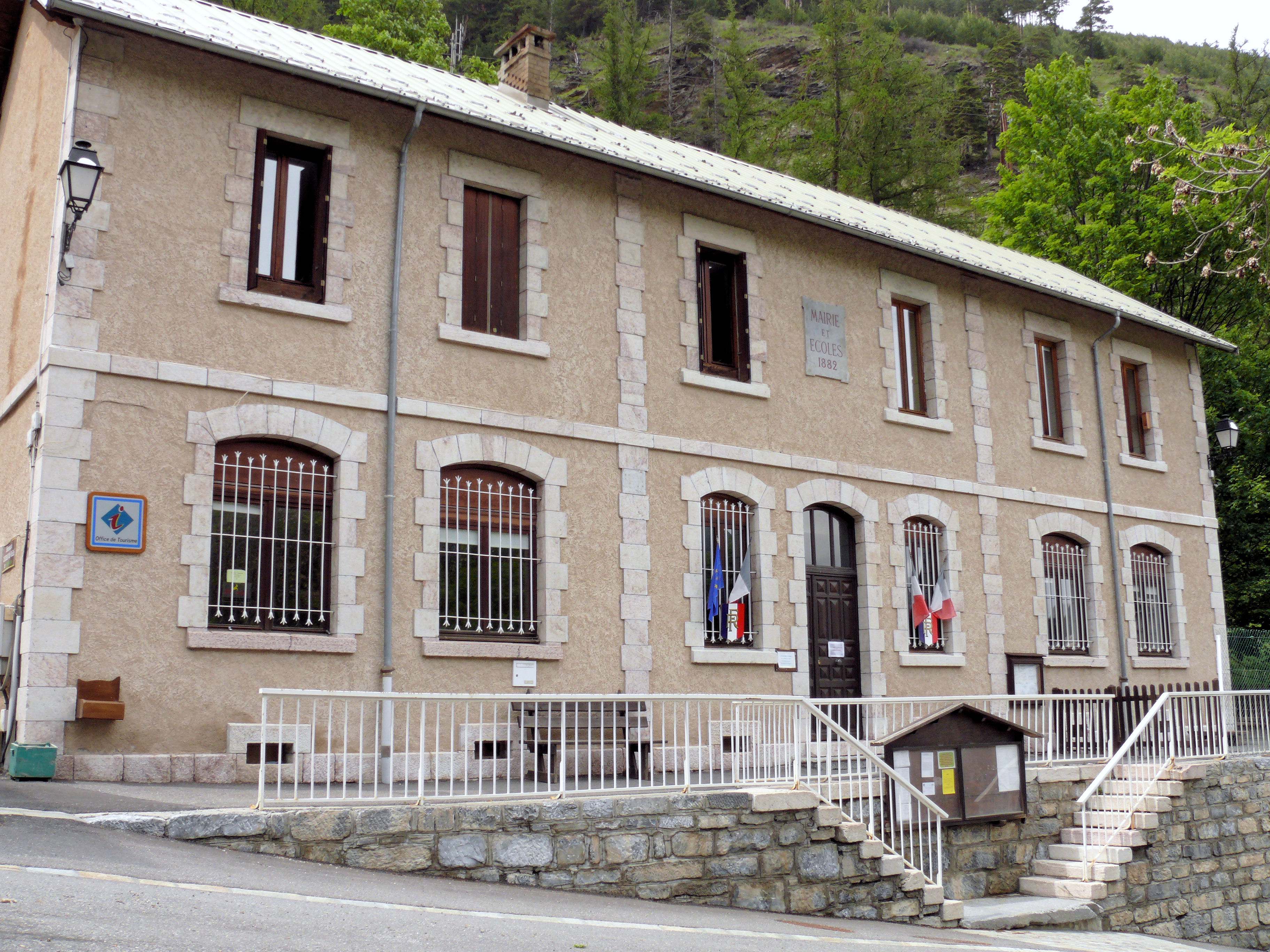
Мэрия
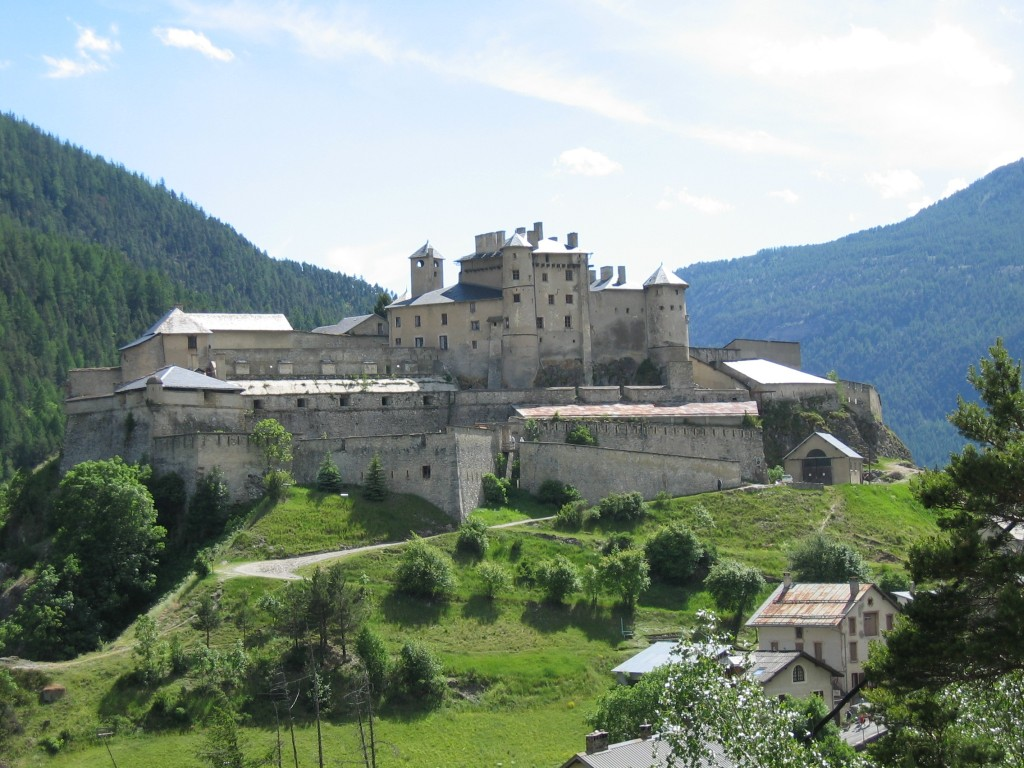
Замок Кейра
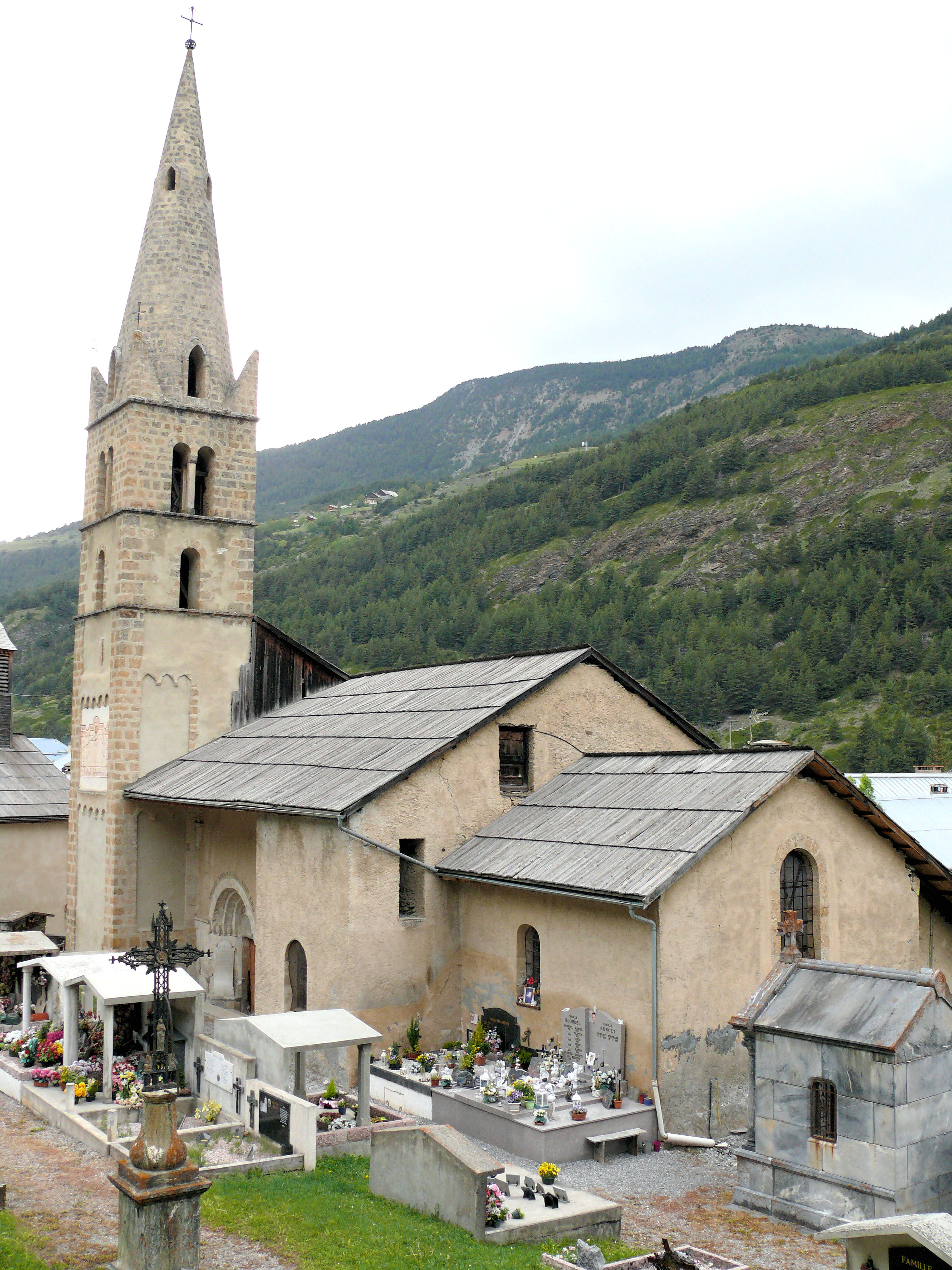
Церковь Сент-Андре
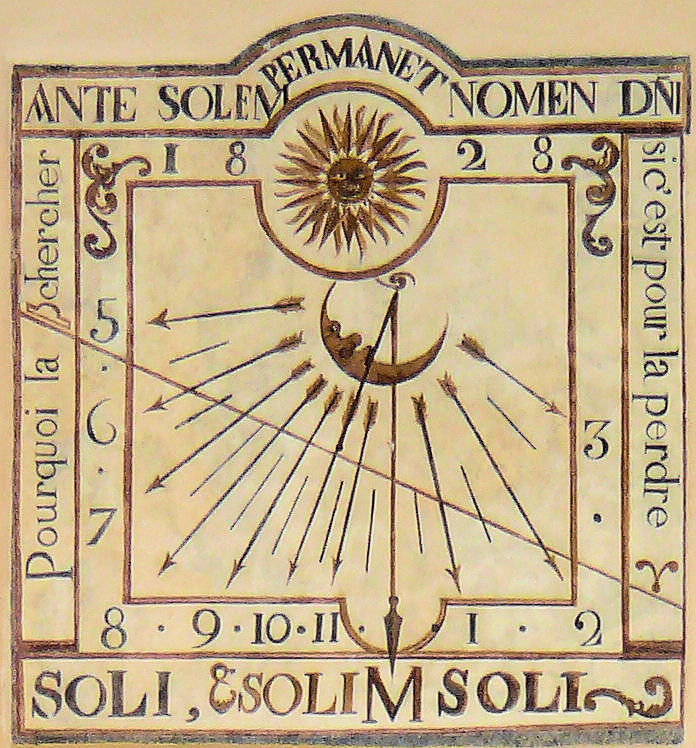
Солнечные часы